# Киноки
Киноки (кино-оки) — творческое объединение советских документалистов в 1920-х, сформировавшееся вокруг фигуры режиссёра Дзиги Вертова. Опубликовали серию манифестов, противопоставляли себя традиционным кинематографистам.
В 1919 Вертов, его будущая жена, известный монтажёр Елизавета Свилова, и ещё несколько молодых кинематографистов создали объединение, названное «Киноки». В группу входили: операторы Иван Беляков, Александр Лемберг, Николай Константинов, Б. Ф. Кудинов, Петр Зотов, Б. Франциссон, киноразведчики Абрам Кагарлицкий и Илья Копалин, художник театра и кино, фотограф Александр Родченко, аниматор Александр Бушкин, монтажер Елизавета Свилова. После окончания Гражданской войны, в 1922 году, к ним присоединился брат Дзиги Вертова — Михаил Кауфман. Группа распалась после переезда Вертова на Украину.

## Основные идеи манифестов
С 1922 по 1923 год Вертов, Кауфман и Свилова опубликовали в авангардистских журналах серию манифестов, где они противопоставляли себя (киноков) «кинематографистам» и настаивали на том, что смерть «кинематографии» необходима для жизни киноискусства. Они жестко критиковали «русско-германскую кинодраму» и «американские фильмы», так как отвергали постановочное кино со сценарием, актёрами, реквизитом, декорациями и студийными съемками. Для них было неприемлемым кино, понимаемое как синтез искусств. Как они писали в своем манифесте 1922 года «Мы» — «Мы очищаем киночество от примазавшихся к нему, от музыки, литературы и театра, ищем своего, нигде не краденого ритма и находим его в движении вещей». Они утверждали что кино будущего должно передавать правду жизни, как кинохроника записывает реальную жизнь. Вертов утверждал что киноаппарат не должен копировать или подражать человеческому глазу, так как человеческий глаз не может увидеть того что видит камера. Объектив камеры был машиной, которая может поймать мир в его полноте и организовать хаос в связанную объективную картину. В своих манифестах они также говорят о несовершенстве человека в целом и противопоставляют ему идеальную машину. «…от ковыряющегося гражданина через поэзию машины к совершенному электрическому человеку». В то же время, Вертов подчеркивал, что его метод Кино-глаза был методом коммунистической расшифровки мира. Для него в этом не было противоречия, как для истинного социалиста, марксизм был единственным объективным и научным инструментом для анализа мира.

## Основные работы объединения
- «Бой под Царицыном» — первый экспериментальный этюд, сделан на очень быстром монтаже, без надписей.
- «Кино-глаз» (или «Жизнь врасплох») 1924 г. — планировалось сделать 6 серий, материал для которых снимался одновременно. Когда часть материала была отснята — сменилось правление, и весь материал перемонтировали в один фильм.
- «Ленинская киноправда» 1924 г. — хроника, сосредоточенная вокруг Ленина. Полнометражная картина на 1100 метров.
- «Шагай, Совет!» 1927 г. — заказ от Моссовета.
- «Шестая часть мира» 1929 г. — заказ от Госторга.
- «Одиннадцатый» 1928 г. — фильм, посвященный одиннадцатилетию революции.

«Человек с киноаппаратом» 1929 г. — одна из самых известных работ. По словам Вертова, это была попытка оформить факты стопроцентным киноязыком, отказавшись от приемов литературы и театра.